# Cercle de silence
Cet article possède un paronyme, voir Le Cercle du silence.

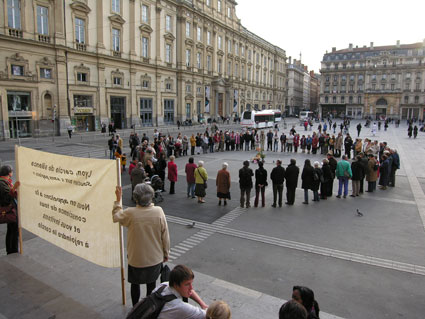
Cercle de silence à Lyon en 2009.

Le mouvement des cercles de silence a été lancé en 2007 pour « protester contre l'enfermement systématique des sans papiers dans les centres de rétention administrative en France ».

## Description

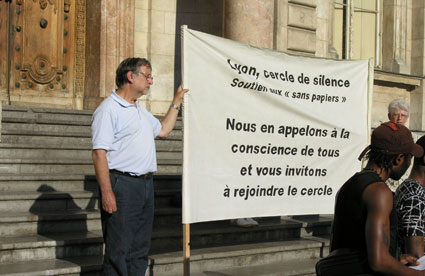
Cercle de silence à Lyon en 2008.

Les participants se retrouvent (en général un soir par mois) pour observer une heure de protestation silencieuse, disposés en cercle sur une place publique. Le mouvement revendique 180 cercles et plus de 10 000 participants.
La démarche vise simultanément à protester contre « l'enfermement de personnes pour le seul fait d'être entrées en France pour vivre mieux ou pour sauver leur vie » et également à dénoncer les conditions de détention elles-mêmes.

### Actions ciblées
Dans le cadre des actions de protestation contre l'ouverture programmée en 2010 du plus grand centre de rétention de France au Mesnil-Amelot, près de l'aéroport de Roissy,, un cercle de silence extraordinaire a été organisé le jour de l'ouverture prévue, le 30 mars 2010, devant les bâtiments. Alors que cette date est finalement retardée, le cercle se tient quand même et réunit environ 300 personnes,,.

## Origine

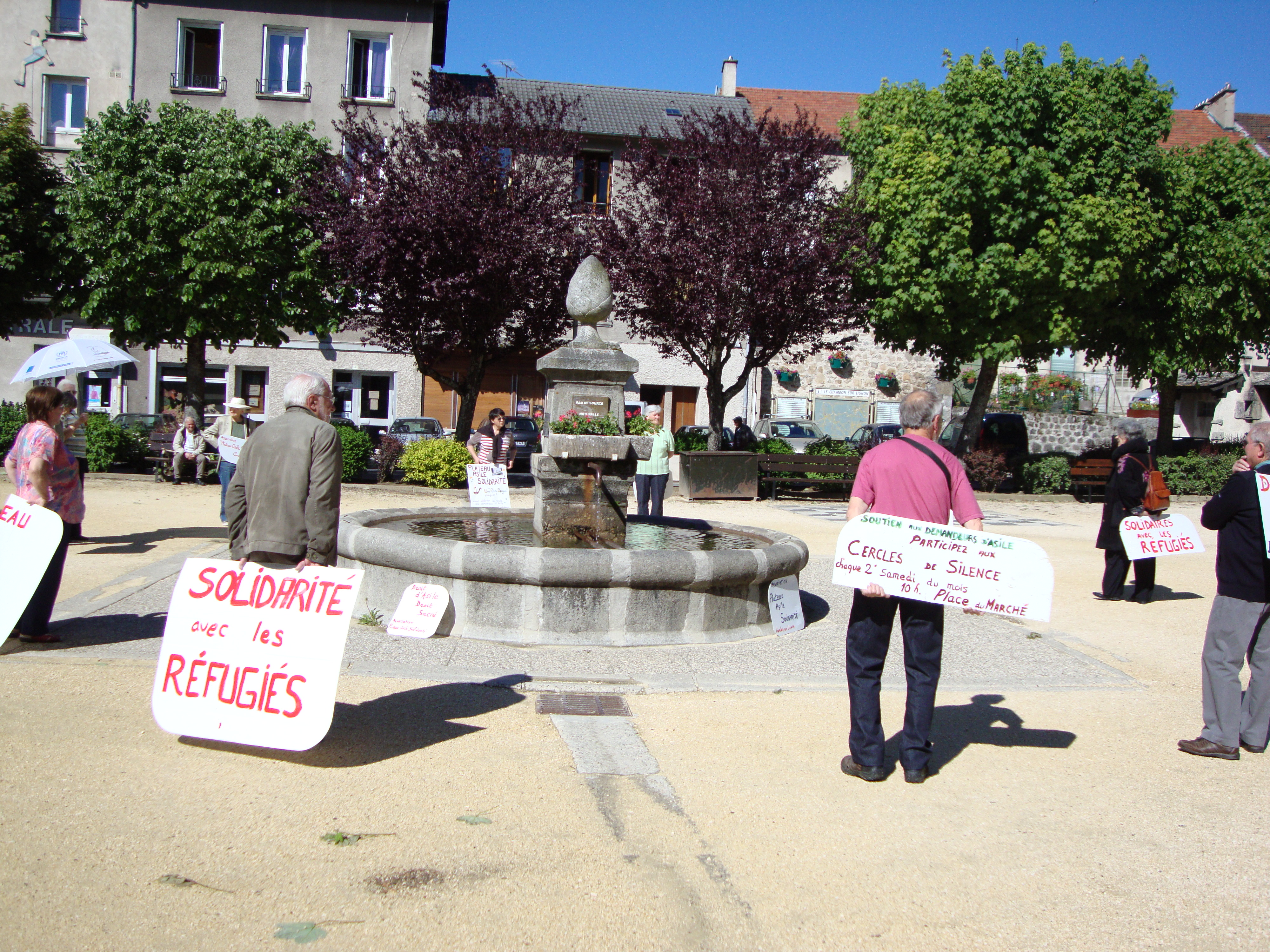
Cercle de silence, Le Chambon-sur-Lignon, juin 2010

Ce mouvement a été lancé par les frères franciscains de Toulouse en 2007, à l'initiative de l'un des leurs, Alain Richard. Il s'est étendu à plusieurs villes et a été relayé par plusieurs associations telles que la Cimade ou Réseau éducation sans frontières. Les cercles de silence se décrivent comme regroupant « tous les courants de pensée et ouverts à tous ».
L'initiateur des cercles du silence inscrit son initiative dans le cadre du mouvement de la non-violence dans lequel il s'est impliqué depuis de nombreuses années. Formé auprès de Lanza del Vasto, il revendique comme sources d'inspiration pour son action l'Évangile, Gandhi et Saint François d'Assise,. En 2010, il présente sa démarche et son inscription dans une vie de combat contre la violence dans un livre d'entretien avec le journaliste Christophe Henning.